# أليكسي سافراسينكو
أليكسي سافراسينكو مواليد 28 فبراير 1979، هو لاعب كرة سلة يوناني روسي. يبلغ طوله 7 قدم 0 3⁄4 بوصة (2.2 م).

## فرق لعب لها
- نادي أولمبياكوس لكرة السلة
- نادي سسكا موسكو لكرة السلة
- خيمكي (كرة سلة)
- لوكوموتيف كوبان

## الميداليات
| الميدالية | المسابقة                         |
| --------- | -------------------------------- |
| ذهبية     | بطولة أمم أوروبا لكرة السلة 2007 |

## روابط خارجية
- أليكسي سافراسينكو على موقع الاتحاد الدولي لكرة السلة (الإنجليزية)
- أليكسي سافراسينكو على موقع الدوري الأوروبي لكرة السلة (الإنجليزية)
- أليكسي سافراسينكو على موقع كرة السلة الأوروبية.كوم (الإنجليزية)
- أليكسي سافراسينكو على موقع DraftExpress.com (الإنجليزية)
- أليكسي سافراسينكو على موقع ريلجم (الإنجليزية)
- أليكسي سافراسينكو على موقع سبورتس رفرنس (الإنجليزية)
- أليكسي سافراسينكو على موقع أوليمبيديا (الإنجليزية)